# Shimaa Hashad
Shimaa Abdel Latif Hashad (en arabe : شيماء عبد اللطيف حشاد), née le 21 avril 1981 au Caire, est une tireuse sportive égyptienne. Elle est la sœur de la tireuse sportive Radwa Abdel Latif.

## Carrière
Shimaa Hashad est sacrée championne d'Afrique de tir à la carabine à air comprimé à 10 mètres en 2003 à Pretoria ; elle est médaillée d'argent de cette épreuve en 2007 et en 2011. Aux Championnats d'Afrique de tir 2014 au Caire, elle est sacrée championne d'Afrique de tir à la carabine à air comprimé à 10 mètres par équipes ainsi que de tir à la carabine à 50 mètres couché en individuel et par équipes, ainsi que médaillée d'argent en tir à la carabine à air comprimé à 10 mètres. Aux Championnats d'Afrique de tir 2017 au Caire, elle est à nouveau médaillée d'or en tir à la carabine à air comprimé  à 10 mètres.
Aux Championnats d'Afrique de tir 2019 à Tipaza, elle remporte la médaille d'or en carabine à air comprimé à 10 mètres ainsi qu'en carabine à air comprimé à 10 mètres par équipes.
En 2020, elle est disqualifiée pour dopage et ne peut donc pas participer aux Jeux olympiques de Tokyo 2020.